# Wróblewo (województwo dolnośląskie)
Wróblewo – wieś w Polsce położona w województwie dolnośląskim, w powiecie wołowskim, w gminie Wołów.

## Podział administracyjny
W latach 1975–1998 miejscowość należała administracyjnie do województwa wrocławskiego.

## Krótki opis
Mała miejscowość położona przy kompleksie leśnym należącym do Nadleśnictwa Wołów. We Wróblewie znajduje się dom leśniczego, prywatna stajnia oraz przydrożna kapliczka. Pozostałe zabudowania to domy mieszkalne. Mieszkańców Wróblewa obejmuje parafia w Pełczynie.

## Demografia
Według Narodowego Spisu Powszechnego (III 2011 r.) liczyło 17 mieszkańców. Jest najmniejszą miejscowością gminy Wołów.

## Komunikacja
W roku 2008 do wsi doprowadzono asfaltową drogę ze wsi Pełczyn. Na tej trasie kursuje jedynie autobus szkolny.